# 牛テール

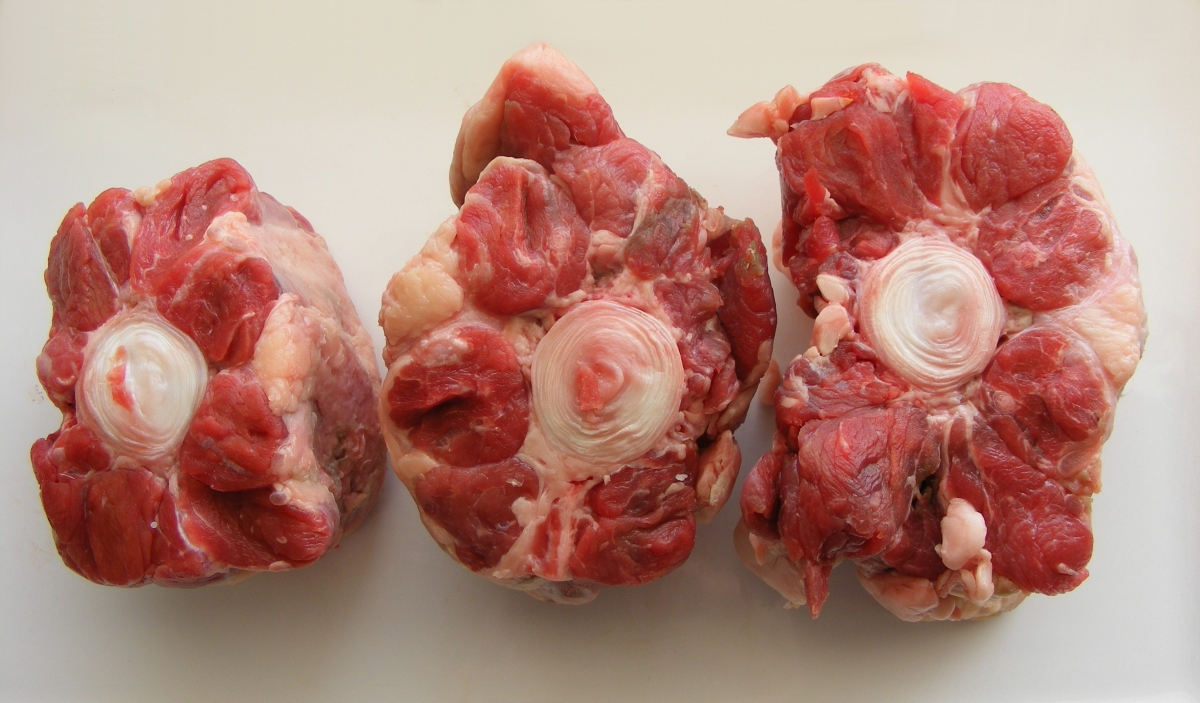
生の牛テール

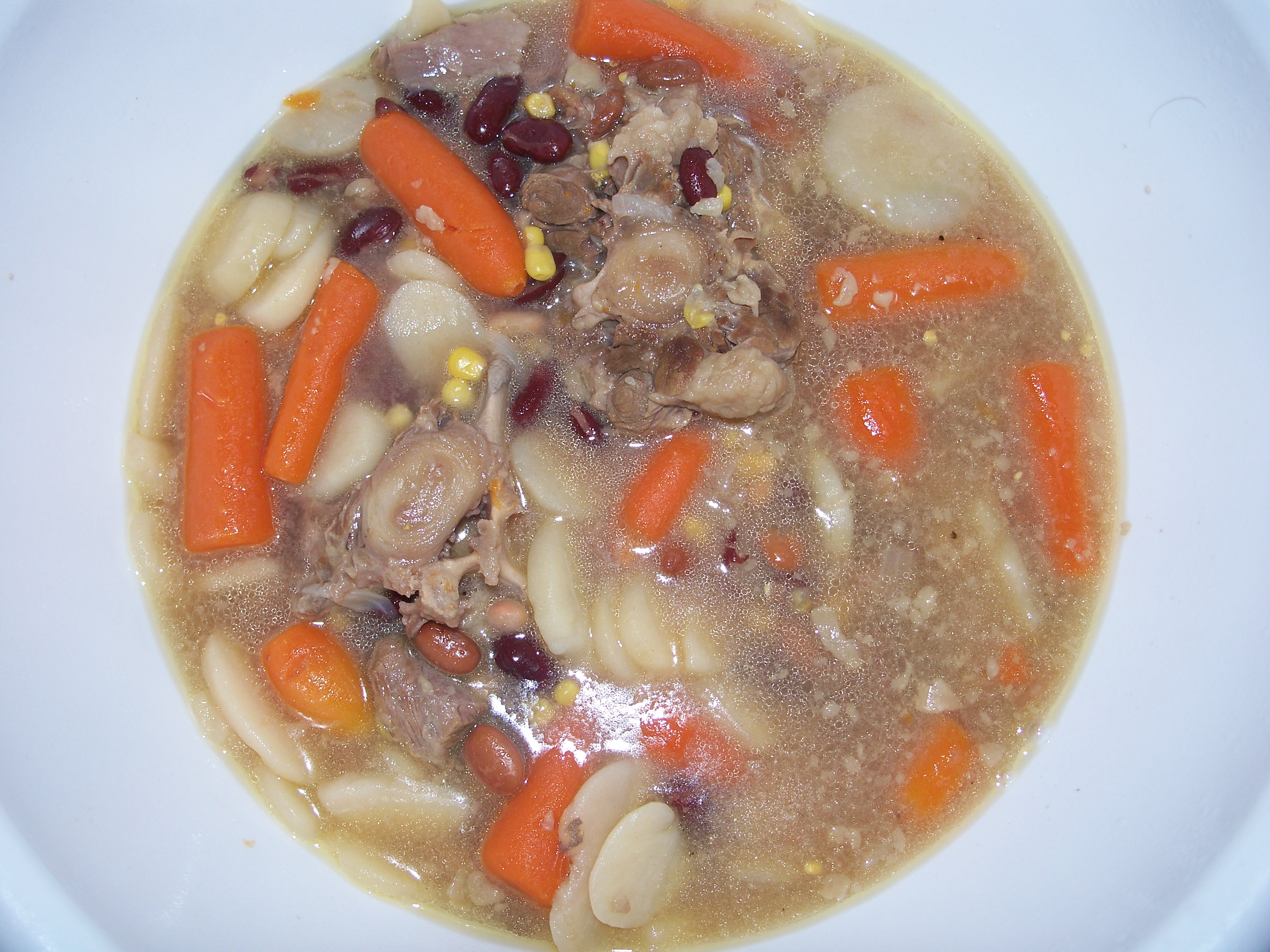
アメリカ南部の牛テールスープ

牛テール（ぎゅうテール）またはオックステール（英語: oxtail, ox tail, ox-tail）は、ウシの尾の食材としての名称である。「オックステール」はかつてはオックス（農耕去勢牛）の尾のみを意味したが、今日ではその他のウシの尾も指す。牛テールの重さは典型的には3.5 kgぐらいであり、売るために皮を剥いで、より短い長さに切り分けられる。

## 解説
牛テールはゼラチンが豊富な肉であり、大抵はシチューまたは蒸し煮としてじっくり調理される。牛テールは牛テールスープのための伝統的なストックベースである。伝統的な調理法はじっくりとしたものであるため、現代的なレシピでは圧力鍋を使って調理時間を短縮する。牛テールはイタリア料理のコーダ・アッラ・ヴァッチナーラ（牛テールのトマト煮込み。ローマの伝統料理）の主な食材である。イギリスとアイルランドの粉末、インスタント、プリメイド缶入りスープの風味として人気がある。牛テールはロシアのオードブル料理アスピックの人気のあるベースの1つでもあるが（他には豚足や耳、ウシの脛など）、カシュルートとなり得るためロシアのユダヤ人の間で好まれる食材である。
日本では、仙台で牛テールスープが牛タンと共に供される。焼肉店で薄切りにした牛テールが「テールスライス」として提供されることがある。

## 種類
牛テールスープは南米、西アフリカ、中国、スペイン、朝鮮、インドネシアで人気のある伝統料理である。中国料理では牛尾汤と呼ばれるスープが大抵作られる。朝鮮料理では、牛テールを使ったスープはコリコムタンと呼ばれる。コリコムタンは塩味の濃いスープであり、米と一緒に食される。トッククを作るためのストックとして使うことができる。バタービーンを使った、あるいは米を使った主菜としての牛テールシチューはジャマイカやその他の西インド諸島で一般的に食される。牛テールは南アフリカでも非常に人気があり、ポイキと呼ばれる伝統的な小鍋で調理されることが多い。牛テールはジンバブエのようなその他のアフリカ南部地域でも食され、ウガリや葉野菜と共に供される。
キューバ料理では、牛テールからrabo encendidoと呼ばれるシチューを作ることができる。フィリピンでは、カレカレと呼ばれるピーナッツベースのシチューに調理される。イランでは、じっくり調理され、baghla-poli-mahichehと呼ばれる主菜のために脛肉の代わりに供される。